# Isabel Quintanilla
Isabel Quintanilla (Madrid, 22 de julio de 1938-Brunete, 24 de octubre de 2017) fue una artista visual española perteneciente al nuevo realismo español, en concreto a un grupo conocido como los Realistas madrileños. La mayoría de sus pinturas son bodegones, que describen vistas y objetos sencillos de la vida cotidiana. Quintanilla realizó también paisajes al óleo.

## Biografía

### 1938-1948
Isabel Quintanilla Martínez nació el 22 de julio de 1938 en el madrileño barrio de Pacífico (Madrid). Sus padres fueron José Antonio y María Ascensión. Tenía una hermana más pequeña, Josefina. Durante la Guerra Civil su padre se puso a disposición del ejército republicano, en el que ingresó con el rango de capitán por su formación como ingeniero de minas, y llegó a ser comandante. Finalizada la guerra, fue detenido por el régimen franquista. Después de pasar por una cárcel madrileña lo trasladaron al campo de concentración de Valdenoceda (Burgos), donde falleció en 1941 por las penosas condiciones. Isabel apenas tenía tres años. Su madre sacó a la familia adelante con su trabajo como costurera.

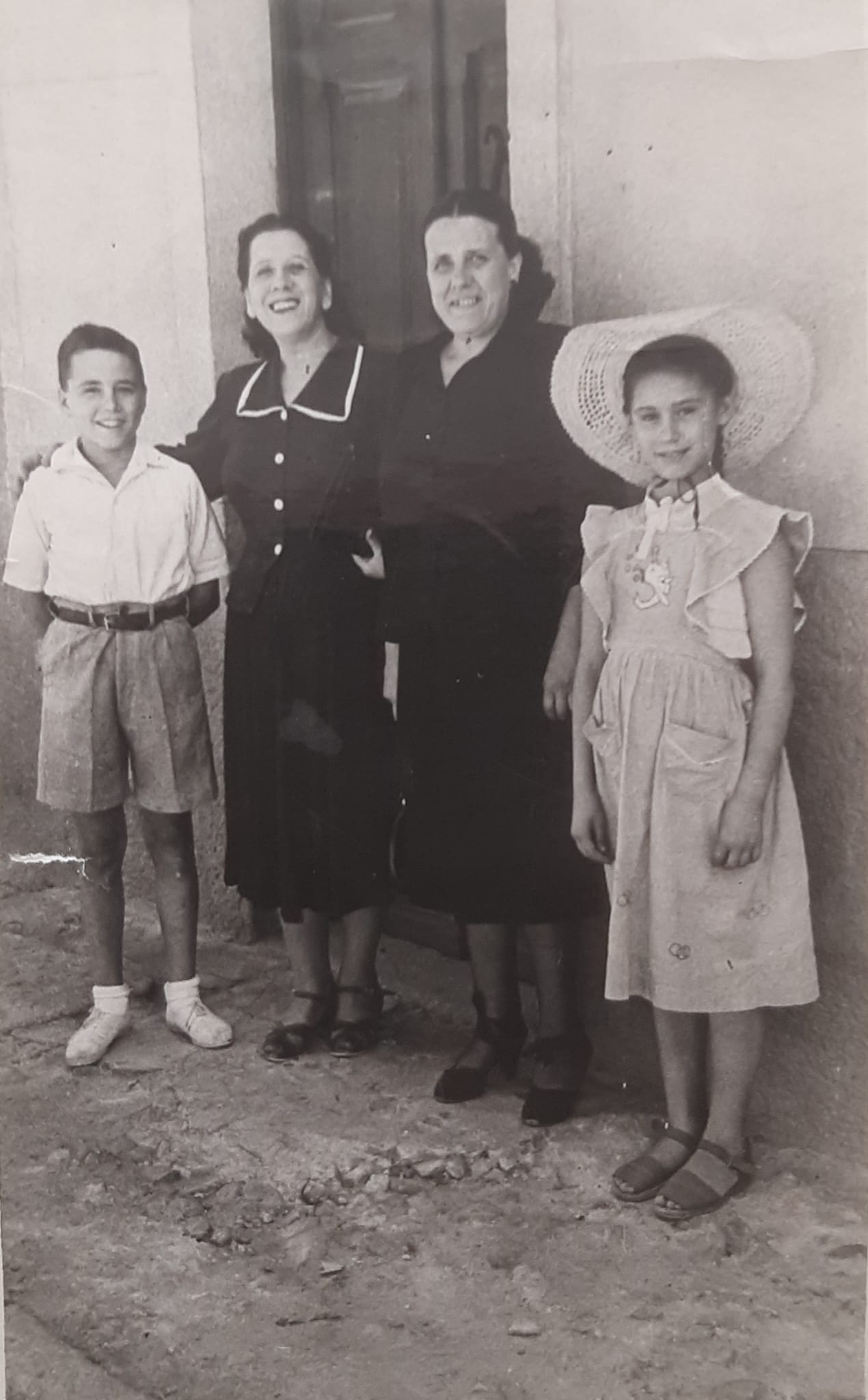
Isabel de niña (a la dcha.), con su madre (segunda por la izda.) y familiares.

### 1949-1953
Después de pasar por varios colegios, Isabel cursa el bachillerato superior en el instituto nacional de enseñanza media Beatriz Galindo de Madrid. Con once años asistió a las clases de dibujo y pintura en el taller de la pintora Trinidad de la Torre, situado en la Casa de las Bolas en la calle de Alcalá. Compaginaba estas clases con la asistencia ocasional a los estudios de Maroussia Valero y de Manuel Gutiérrez Navas. Para preparar su ingreso en la Escuela de Bellas Artes, Isabel se matricula en las clases nocturnas de la Escuela de Artes y Oficios en la sede de la calle Don Ramón de la Cruz, en la que obtuvo el premio extraordinario en 1953-1954. En sus ratos libres, al igual que muchos otros estudiantes, iba a dibujar al Casón del Buen Retiro, sede del Museo de Reproducciones Artísticas. Practicó la copia de modelos en yeso de esculturas clásicas para completar la preparación del exigente examen de ingreso a la Escuela de Bellas Artes y allí descubrió también la escultura gótica y renacentista.

### 1954-1959
En junio supera la prueba de ingreso a la Escuela Superior de Bellas Artes de San Fernando. La edad mínima para acceder era de quince años, ya que no estaba permitido que los menores de esa edad copiaran desnudos del natural. Isabel ya conocía al pintor Lucio Muñoz (1929-1989) de coincidir en el Casón del Buen Retiro, y a través de él conoce a Antonio López García (1936) y a los hermanos Julio López Hernández (1930-2018) y Francisco López Hernández (1932-2017). En su mismo curso está María Moreno (1933-2020), con quien ya había coincidido en el Casón y con quien entabla una amistad de por vida. En 1959 concluye sus estudios y obtiene el título de profesora de Dibujo y Pintura. En septiembre recibe una beca de ayudante de catedrático de instituto. Elige realizarla en el Instituto Beatriz Galindo, junto al catedrático Latiana, quien había sido su profesor. Enseña dibujo artístico y dibujo lineal. Expone por primera vez en la muestra grupal titulada Los niños, organizada por la Fundación Rodríguez-Acosta de Granada.

### 1960-1964
El 26 de octubre de 1960 se casa con Francisco López, quien ese mismo año gana el Gran Premio de Arte de la Real Academia de Bellas Artes de San Fernando en Roma, a donde el joven matrimonio se traslada en noviembre. Isabel asiste a cursos del Istituto per l'Arte e il Restauro. En Roma conviven y se relacionan con otros compatriotas artistas plásticos y músicos, así como con creadores extranjeros becados por otras organizaciones. Entre otros, conocen y establecen una profunda amistad con el ensayista y poeta Giorgio Agamben y con el músico Marcello Panni, quien a su vez les presenta al compositor Nino Rota. Con ellos asisten, por ejemplo, a rodajes de películas de Federico Fellini. Se les abre así un panorama cultural mucho más amplio y sugerente que el que en ese momento se podía encontrar en España. Los pensionados debían viajar durante un año por Europa obligatoriamente. Francisco e Isabel residen tres meses en París y viajan también a Londres, Suiza y Grecia, donde pasan otros tres meses en Delfos. Sus primeras exposiciones individuales se celebran en Caltanissetta y Palermo (Sicilia). Isabel viaja a Madrid para dar a luz a su hijo Francesco.

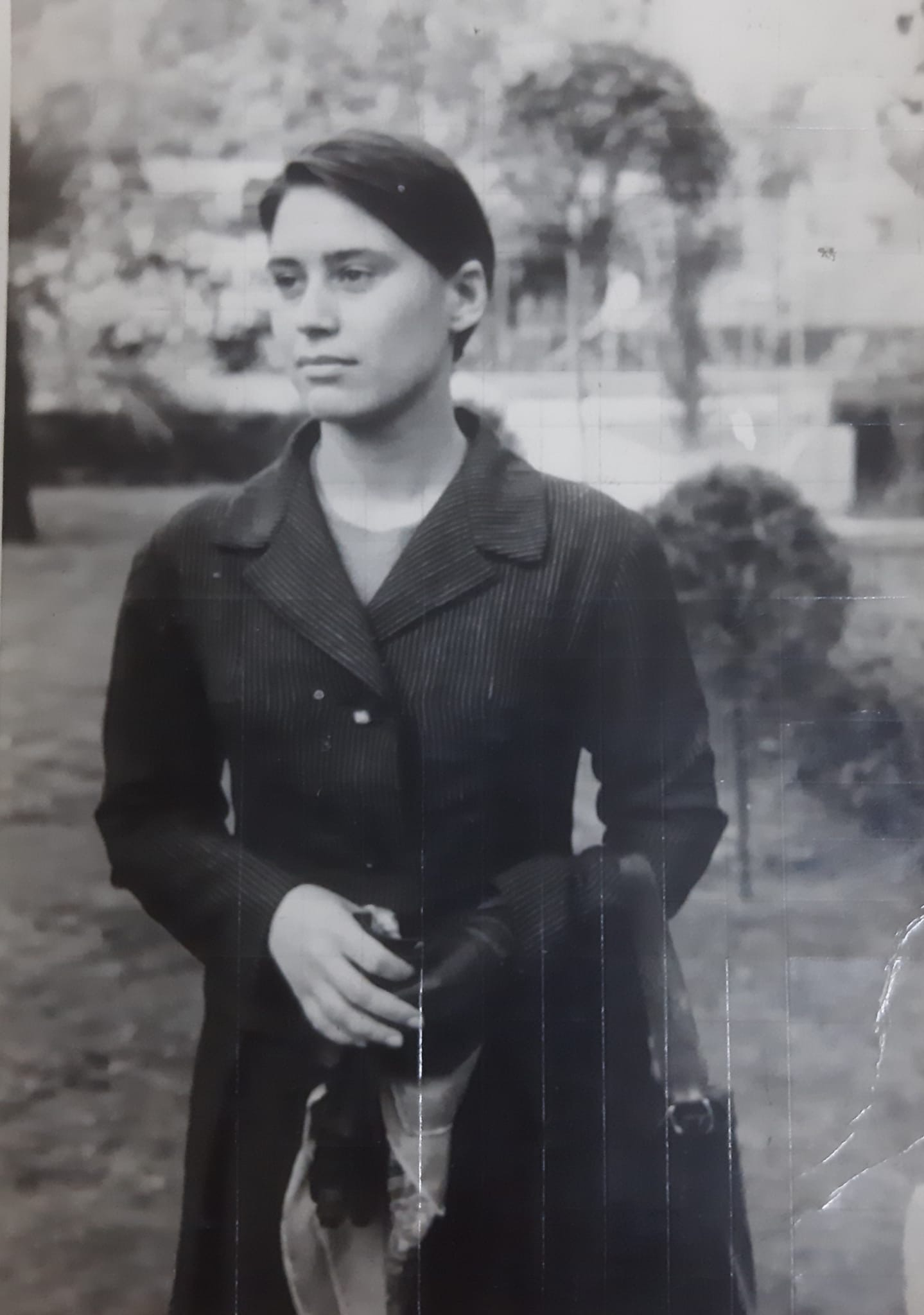
Isabel en Roma

### 1965
El matrimonio regresa a España.
Residen en el domicilio familiar de la calle Menorca y para trabajar alquilan un estudio en la calle Urola. Isabel, consciente de que España no pasa por una coyuntura fácil para vivir de la creación artística, especialmente siendo mujer, retoma la docencia.
Imparte clases en el colegio madrileño de Nuestra Señora Santa María.

### 1966
Realiza su primera exposición individual, en la Galería Edurne, en la que presenta sobre todo obras realizadas en Roma. Obtiene un gran éxito de crítica y público y vende prácticamente todo lo expuesto.

### 1970
Tiene lugar una exposición individual en Madrid, organizada por la Galería Egam. A raíz de esta muestra, conoce a Ernest Wuthenow (1904-1979), coleccionista y socio fundador en 1964 de la mítica Galería Juana Mordó, quien se ocuparía de la promoción en el extranjero de los artistas representados por la galería y otros próximos a ellos. Su papel fue fundamental para establecer una red de contactos con destacadas galerías europeas que incluyeron a los artistas españoles en sus programaciones. Wuthenow acompañaba a los artistas en los viajes por Europa, haciendo de intérprete y apoyándoles en todo.
Wuthenow y Hanna Bekker vom Rath organizan una primera exposición colectiva del grupo de realistas en el Kunstkabinett de Frankfurt titulada Magischer Realismus in Spanien heute [El realismo mágico en España hoy]. Los artistas incluidos son: Isabel Quintanilla, Amalia Avia, Antonio López, Julio López, Francisco López, Antonio López Torres y María Moreno. La muestra itinera por varias ciudades alemanas, por Francia y por Estados Unidos.

### 1972
Participa por primera vez en una exposición colectiva en Nueva York en la galería Staempfli.

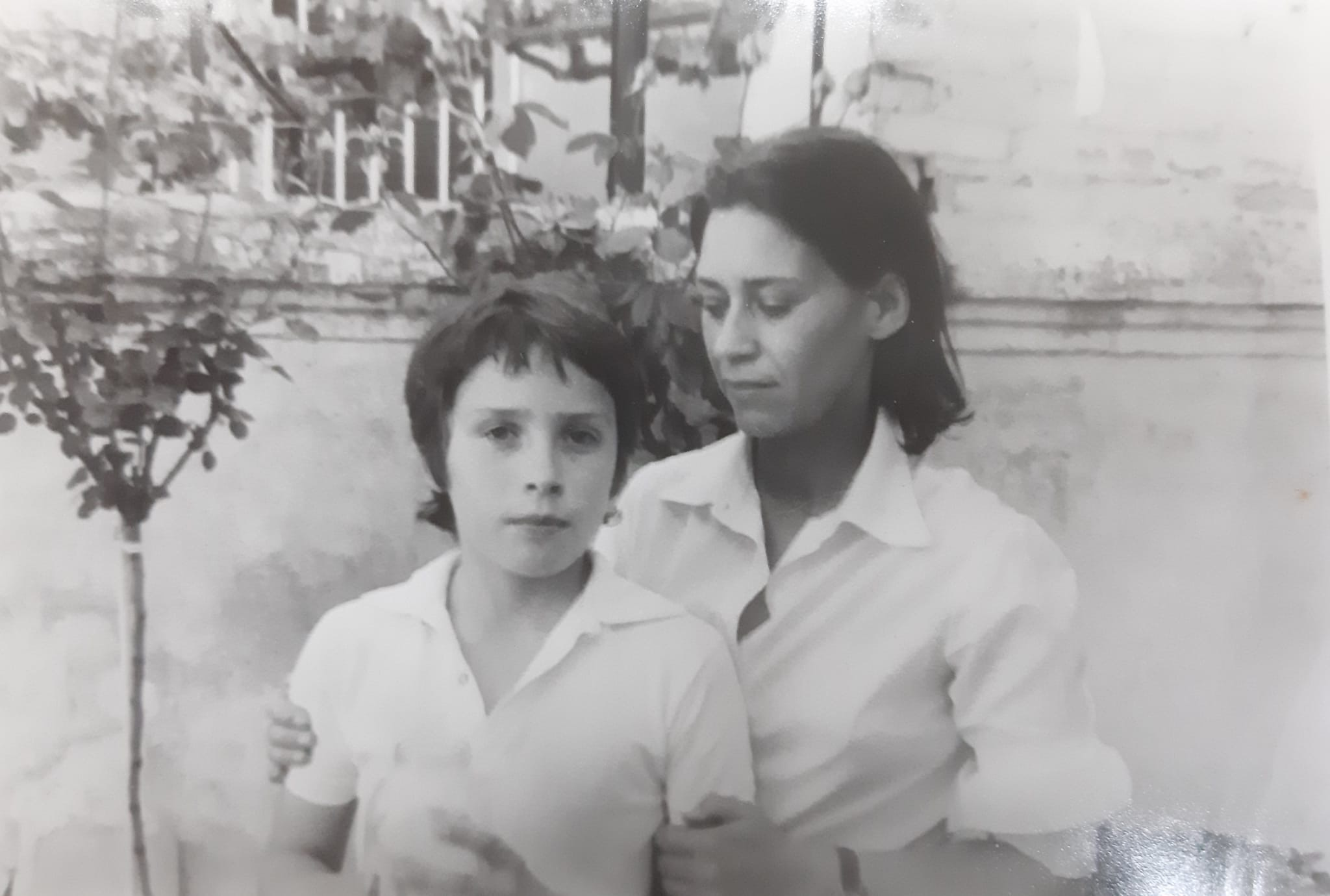
Con su hijo Francesco

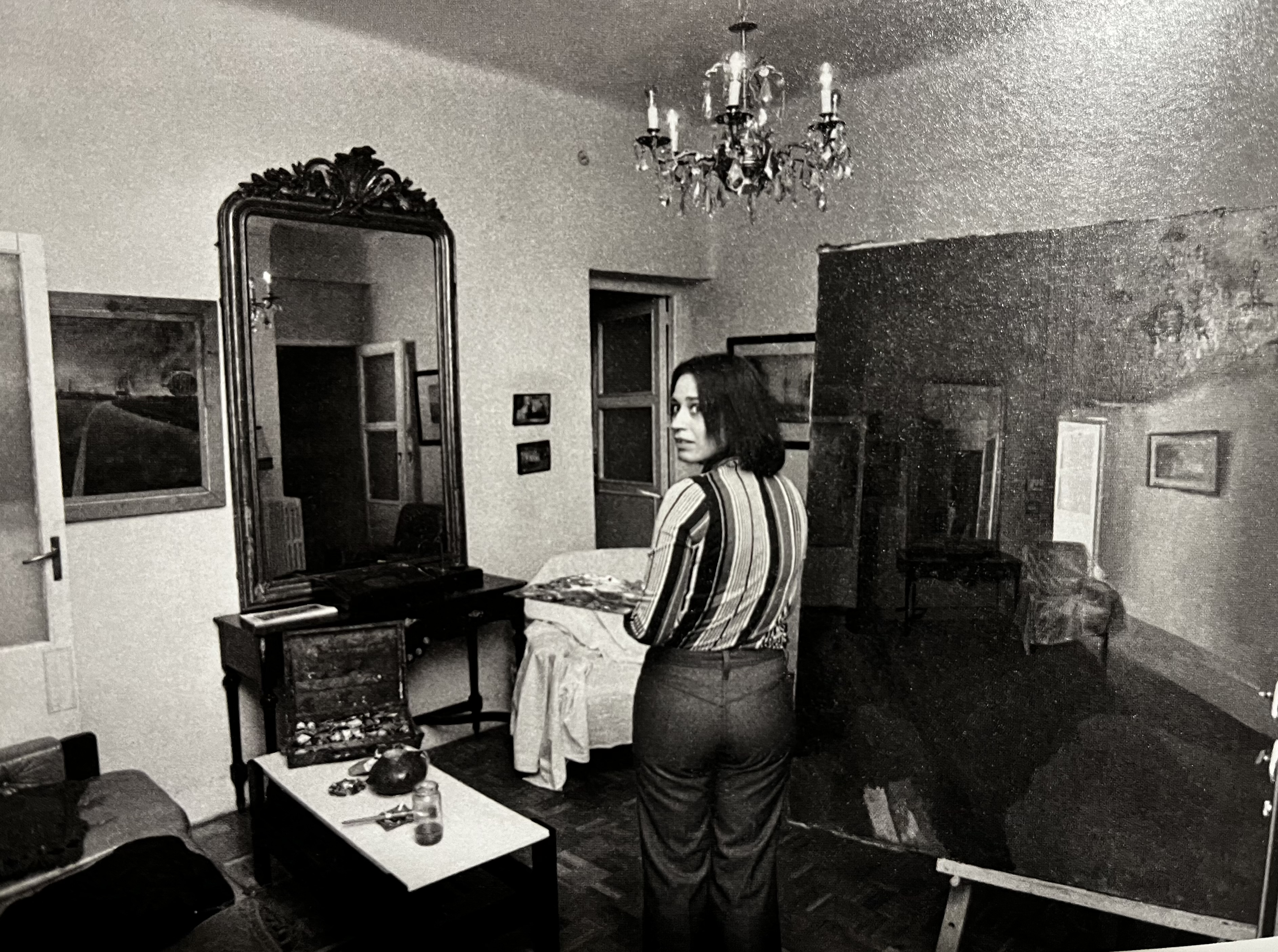
Pintando en su casa de la calle Menorca

### 1973
Participa en la exposición Mit Kamera, Pinsel und Spritzpistole. Realistische Kunst in unserer Zeit [Con cámara, pincel y aerosol. Arte realista en nuestro tiempo] de la Städtische Kunsthalle Recklinghausen.

### 1974
Tiene lugar su primera exposición individual en Alemania en la galería Herbert Meyer-Ellinger de Frankfurt: Isabel Quintanilla. Olbidler und Zeichnungen [Isabel Quintanilla. Óleos y dibujos].
Participa en la gran exposición Kunst nach Wirklichkeit: Ein neuer Realismus in Amerika und in Europa [Arte después de la realidad: un nuevo realismo en América y Europa] que arranca en la Kunstverein de Hannover para itinerar después al Centre national d'art contemporain de París (actual Centre Pompidou) como Hyperréalistes américains/Réalistes européens [Hiperrealistas americanos/ Realistas europeos]; a la Städtische Kunsthalle de Múnich; al Boijmans van Beuningen Museum de Rótterdam con el título Kijken naar de werkelijkheid [Mirando la realidad]; para recalar por último en el Palazzo Reale de Milán.

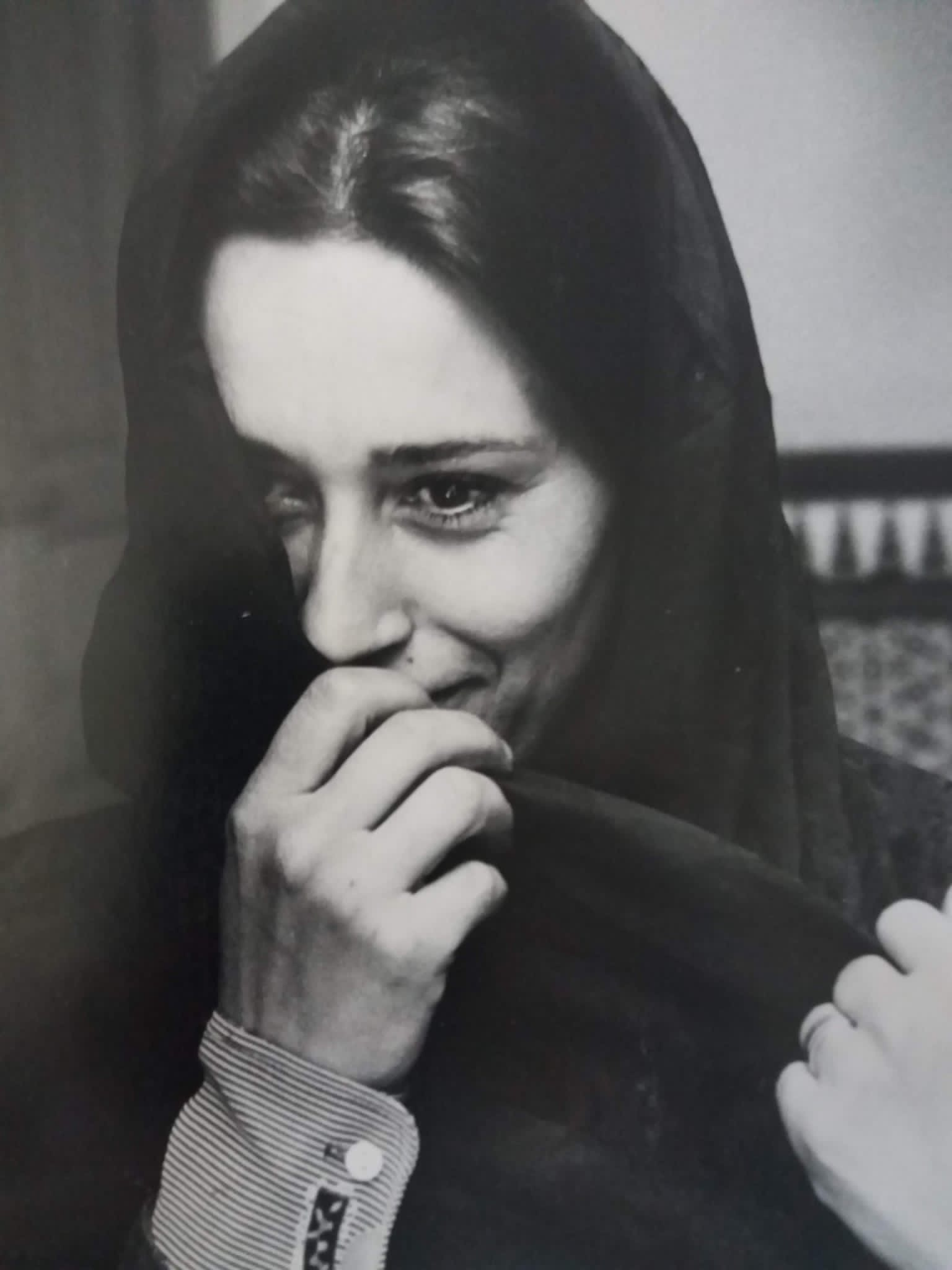
Posando para reporteros alemanes

### 1975
Participa junto a sus compañeros en la muestra Spanische Realisten. Zeichungen [Realistas españoles. Dibujos] en la conocida galería Galerie Kornfeld de Zúrich.

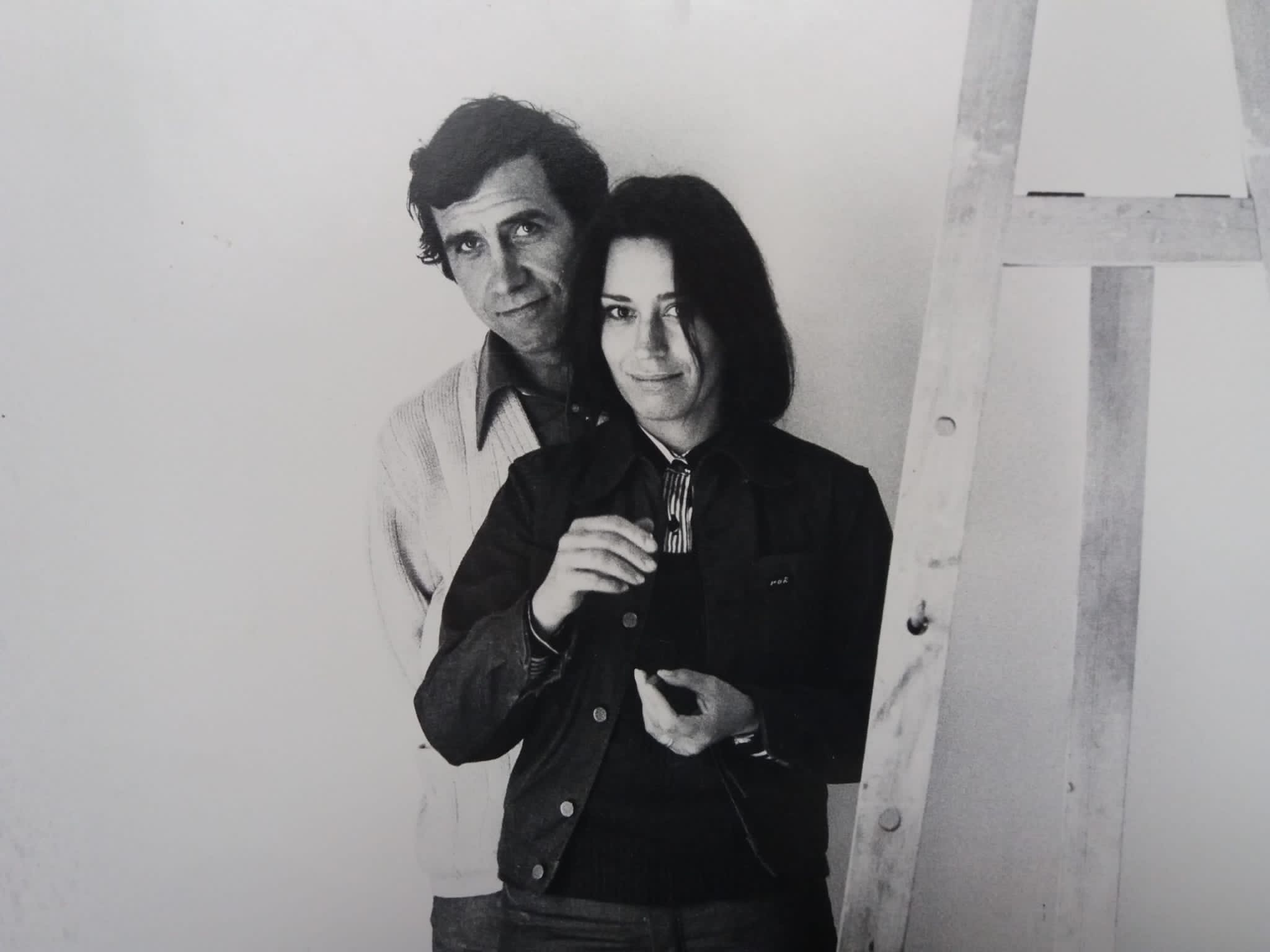
Con su marido Francisco López

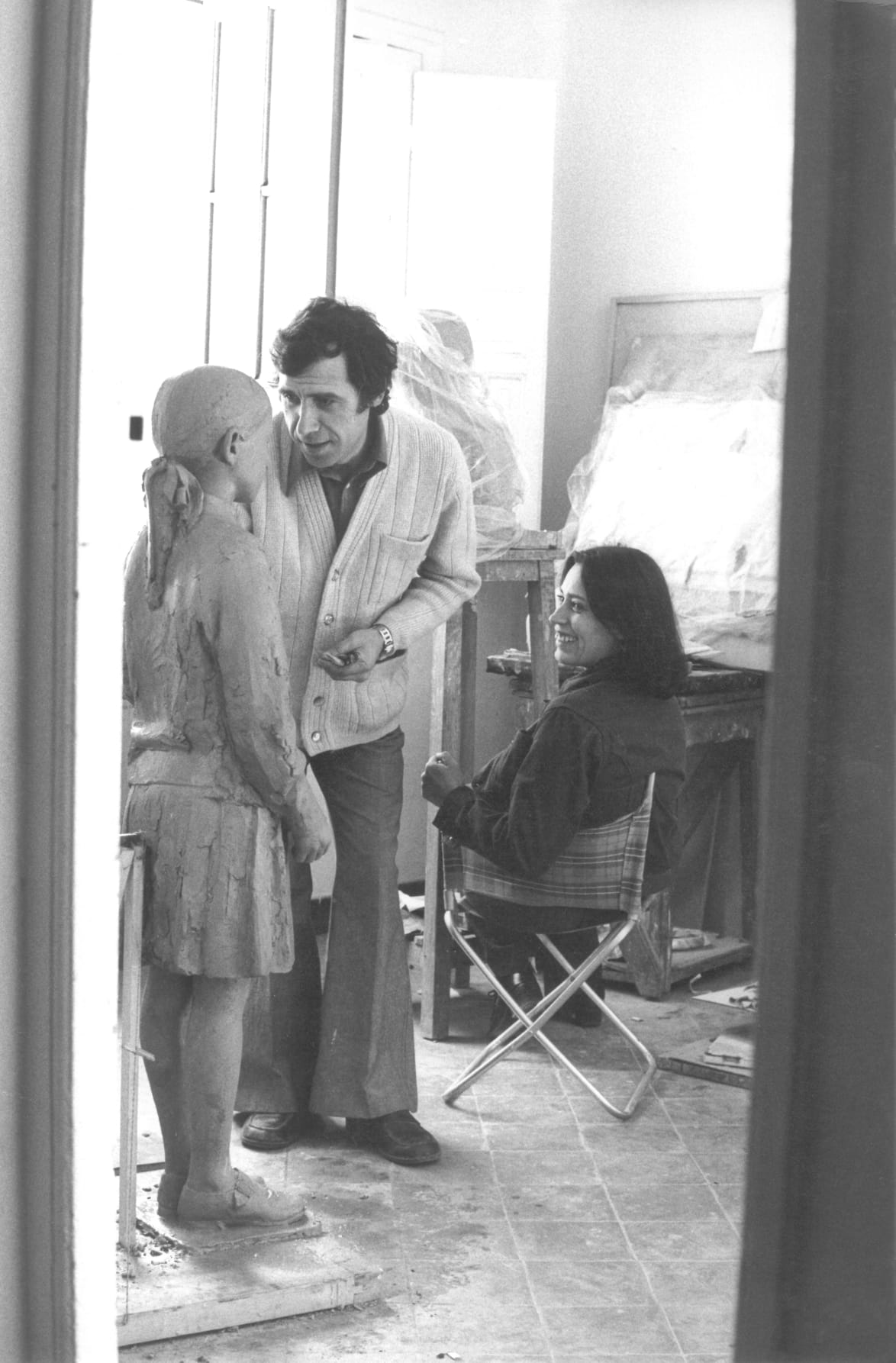
Con su marido trabajando en su estudio

### 1977
Obras de Isabel son seleccionadas para la Documenta 6 de Kassel en el contexto de la exposición Realität, Hiperrealität, Irrealität [Realidad, hiperrealidad, irrealidad].

### 1978
Quintanilla participa en la exposición Als guter Realist muss ich alles erfinden. Internationaler Realismus heute [Como buen realista, tengo que inventar todo. Realismo internacional hoy] en la Kunsthaus de Hamburgo. En esta ocasión, se incluye también obra de Francisco López y María Moreno, junto a nombres del panorama internacional como Gerhard Richter y David Hockney.

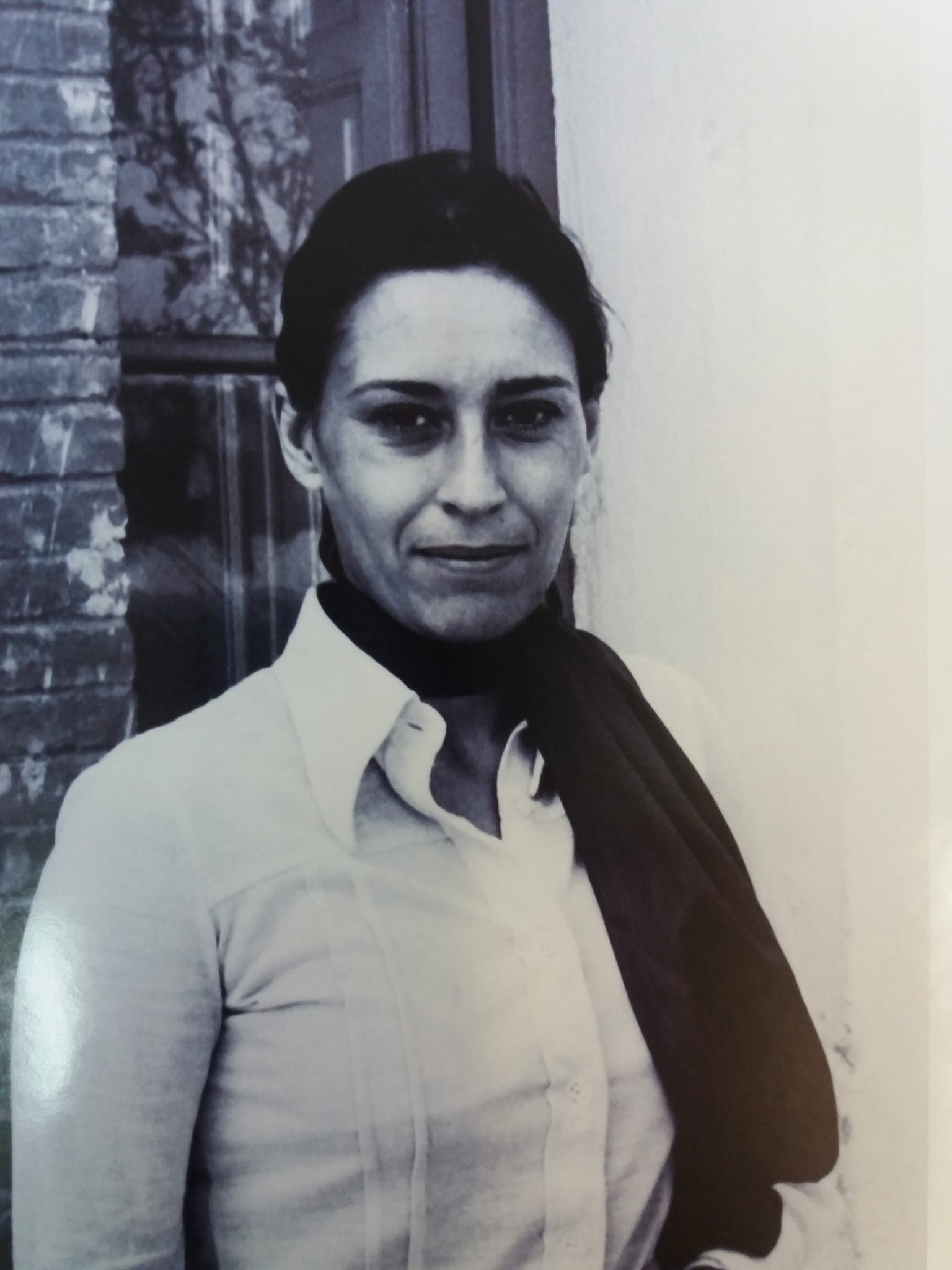

### 1981
En Milán se celebra la exposición Pittori spagnoli della realtà [Pintores españoles de la realidad] del grupo de pintores realistas.

### 1982
Quintanilla obtiene por convalidación el título de licenciada en Bellas Artes en la rama de Pintura por la Universidad Complutense de Madrid.

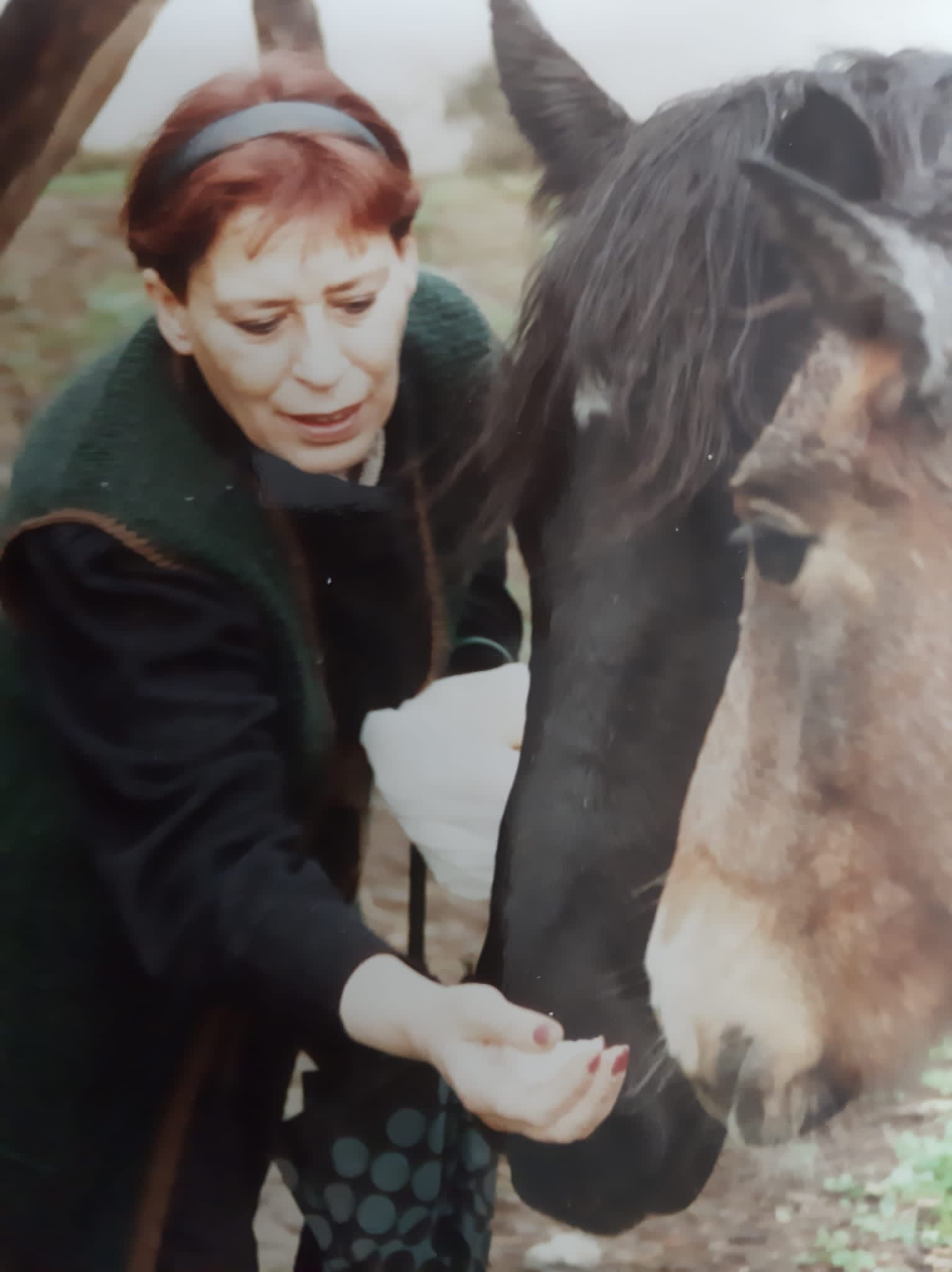
Isabel en su casa de Extremadura

### 1987
Recibe el Premio de Arte de la Ciudad de Darmstadt que Antonio López había recibido en 1974. Ese año expone de forma individual en Hamburgo en la galería Brockstedt, que pasa a ser su única galería en Alemania desde el año ochenta.

### 1992
La pintura de Quintanilla se puede ver en la gran exposición organizada por la Fundación Marcelino Botín en Santander Otra realidad: compañeros en Madrid. Posteriormente itinera a la Casa de las Alhajas de Madrid y al centro de exposiciones de Ibercaja en Zaragoza. La muestra presenta la obra del grupo de artistas surgido en torno a la Academia de Bellas Artes de San Fernando, pero incluye también a pintores abstractos próximos en lo profesional y en lo personal, como es el caso de Lucio Muñoz.

### 1993
Dirige un curso sobre obra gráfica en la Internationale Sommerakademie für Bildende Kunst de Salzburgo.

### 1996
Se celebra una exposición antológica en el Centro Cultural del Conde Duque en Madrid y una monográfica en la Galería Leandro Navarro. El matrimonio viaja a Roma con María Moreno y Antonio López con ocasión de que la Academia de España expone su obra.

### 1999-2000
Tiene lugar una importante exposición monográfica de su obra en la Kunsthalle de Darmstadt.

### 2005
Se inaugura la exposición Pinceladas de realidad. Amalia Avia, María Moreno, Isabel Quintanilla en el Museo de Belas Artes da Coruña.

### 2007
La obra de Quintanilla se incluye en la exposición Doce artistas en el Museo del Prado.

### 2016
Se celebra la exposición Realistas de Madrid en el Museo Nacional Thyssen-Bornemisza.

### 2017
Francisco López muere en enero e Isabel Quintanilla apenas le sobrevive unos meses: fallece el 24 de octubre, a los 79 años, en Sevilla la Nueva (Madrid).

### 2021-2022
La galería Brockstedt de Berlín celebra la exposición póstuma Isabel Quintanilla. Gemälde und Zeichnungen [Isabel Quintanilla. Pinturas y dibujos].

### 2024
El Museo Nacional Thyssen-Bornemisza organiza una exposición sobre el "Realismo Íntimo" de la autora entre el 27 de febrero y el 2 de junio de 2024.